# Nổi loạn
Nổi loạn là một sự từ chối vâng lời hoặc phản ứng với trật tự. Nó đề cập đến sự kháng cự mở chống lại mệnh lệnh của một cơ quan có thẩm quyền. Phiến quân là cá nhân tham gia vào các hoạt động nổi loạn hoặc nổi dậy, đặc biệt là khi được vũ trang. Do đó, thuật ngữ nổi loạn cũng đề cập đến đoàn quân của phiến quân trong tình trạng nổi dậy.
Một cuộc nổi loạn bắt nguồn từ một tình cảm phẫn nộ và không chấp thuận một tình huống và sau đó thể hiện bằng cách từ chối chấp nhận hoặc tuân theo thẩm quyền chịu trách nhiệm cho tình huống này. Cuộc nổi loạn có thể là cá nhân hoặc tập thể, hòa bình (bất tuân dân sự, kháng chiến dân sự, và kháng chiến bất bạo động) hoặc bạo lực (khủng bố, phá hoại và chiến tranh du kích.)
Về mặt chính trị, nổi loạn và nổi dậy thường được phân biệt bởi các mục tiêu khác nhau của chúng. Nếu cuộc nổi loạn thường tìm cách trốn tránh và/hoặc đạt được sự nhượng bộ từ một thế lực áp bức, thì một cuộc nổi dậy tìm cách lật đổ và phá hủy quyền lực đó, cũng như các luật lệ đi kèm. Mục tiêu của cuộc nổi loạn (rebellion) là sự phản kháng trong khi một cuộc nổi dậy (revolt) tìm kiếm một cuộc cách mạng.  Khi sức mạnh thay đổi so với đối thủ bên ngoài, hoặc sức mạnh thay đổi trong liên minh hỗn hợp, hoặc các vị thế lực lượng thay đổi, một cuộc nổi loạn có thể chuyển đổi qua lại giữa hai hình thức này.

## Nguyên nhân

### Phương pháp vĩ mô
Các lý thuyết sau đây được xây dựng rộng rãi dựa trên quan điểm Marxist về cuộc nổi loạn. Họ khám phá nguyên nhân của sự nổi loạn từ góc độ ống kính rộng.  Cuộc nổi loạn được nghiên cứu, theo cách nói của Theda Skocpol, bằng cách phân tích "mối quan hệ và xung đột khách quan giữa các nhóm và quốc gia có vị trí khác nhau, thay vì lợi ích, quan điểm hoặc ý thức hệ của các chủ thể cụ thể trong các cuộc cách mạng".

#### Cái nhìn của Marxist
Phân tích các cuộc cách mạng của Karl Marx cho thấy những biểu hiện bạo lực chính trị như vậy không phải là sự bùng nổ bất thường, mà là sự biểu hiện của một tập hợp các mục tiêu cụ thể nhưng về cơ bản mâu thuẫn với quan hệ quyền lực. Trên thực tế, nguyên lý trung tâm của triết học Mác-xít, như thể hiện trong cuốn Tư bản, là phân tích phương tiện sản xuất (công nghệ và lao động) của xã hội đồng thời với quyền sở hữu của các tổ chức sản xuất và sự phân chia lợi nhuận. Marx viết về "cấu trúc ẩn giấu của xã hội" phải được làm sáng tỏ thông qua một cuộc kiểm tra về "mối quan hệ trực tiếp của chủ sở hữu các điều kiện sản xuất với các nhà sản xuất trực tiếp". Sự không phù hợp, giữa một phương thức sản xuất, giữa các lực lượng xã hội và quyền sở hữu xã hội của sản xuất, là nguồn gốc của cuộc cách mạng. Sự mất cân bằng bên trong các phương thức sản xuất này bắt nguồn từ các phương thức tổ chức mâu thuẫn nhau, như chủ nghĩa tư bản trong chế độ phong kiến, hay thích hợp hơn là chủ nghĩa xã hội trong chủ nghĩa tư bản. Các động lực được thiết kế bởi các ma sát lớp này giúp ý thức giai cấp bắt nguồn từ chính nó trong tưởng tượng tập thể. Chẳng hạn, sự phát triển của giai cấp tư sản đi từ giai cấp thương nhân bị áp bức sang độc lập đô thị, cuối cùng giành được đủ quyền lực để đại diện cho nhà nước nói chung. Các phong trào xã hội, do đó, được xác định bởi một tập hợp ngoại sinh. Theo Marx, giai cấp vô sản cũng phải trải qua quá trình tự quyết tương tự mà chỉ có thể đạt được bằng khởi nghĩa chống lại giai cấp tư sản. Trong các cuộc cách mạng lý thuyết của Marx là "đầu máy của lịch sử", đó là vì cuộc nổi loạn có mục đích cuối cùng là lật đổ giai cấp thống trị và phương thức sản xuất cổ lỗ của nó. Sau đó, cuộc nổi loạn cố gắng thay thế nó bằng một hệ thống kinh tế chính trị mới, một hệ thống phù hợp hơn với giai cấp thống trị mới, do đó cho phép tiến bộ xã hội. Do đó, chu kỳ nổi loạn thay thế một chế độ sản xuất bằng một chế độ khác thông qua mâu thuẫn giai cấp liên tục.

#### Ted Gurr: Nguồn gốc của bạo lực chính trị
Trong cuốn sách Why Men Rebel, Ted Gurr nhìn vào gốc rễ của bạo lực chính trị được áp dụng cho khuôn khổ nổi loạn. Ông định nghĩa bạo lực chính trị là: "tất cả các cuộc tấn công tập thể trong một cộng đồng chính trị chống lại chế độ chính trị, các tác nhân của nó [...] hoặc các chính sách của nó. Khái niệm này đại diện cho một tập hợp các sự kiện, một tài sản chung trong đó là việc sử dụng bạo lực thực sự hoặc bị đe dọa ". Gurr thấy trong bạo lực là tiếng nói của sự tức giận thể hiện chống lại trật tự đã được thiết lập. Chính xác hơn, các cá nhân trở nên tức giận khi họ cảm thấy những gì Gurr coi là thiếu thốn tương đối, có nghĩa là cảm giác nhận được ít hơn những gì đáng được hưởng. Ông gắn nhãn chính thức là "sự khác biệt nhận thức giữa kỳ vọng giá trị và khả năng giá trị". Gurr phân biệt giữa ba loại thiếu hụt tương đối:
1. Thiếu hụt giảm dần: năng lực của một người giảm khi kỳ vọng vẫn còn cao. Một ví dụ về điều này là sự phổ biến và do đó mất giá trị của giáo dục đại học.[7]
2. Thiếu hụt khát vọng: năng lực của một người giữ nguyên khi kỳ vọng tăng lên. Một ví dụ sẽ là một sinh viên đại học thế hệ đầu tiên thiếu liên lạc và mạng lưới để có được công việc lương cao hơn trong khi xem các đồng nghiệp được chuẩn bị tốt hơn bỏ qua cô ấy.[8]
3. Thiếu hụt tiến bộ: kỳ vọng và khả năng tăng lên nhưng trước đây không thể theo kịp. Một ví dụ điển hình là một công nhân ô tô đang ngày càng bị thiệt thòi bởi việc tự động hóa dây chuyền lắp ráp.[9]

Do vậy, sự tức giận mang tính so sánh. Một trong những hiểu biết quan trọng của ông là "Khả năng bạo lực tập thể thay đổi mạnh mẽ theo cường độ và phạm vi thiếu hụt tương đối giữa các thành viên của một tập thể". Điều này có nghĩa là các cá nhân khác nhau trong xã hội sẽ có những xu hướng khác nhau để nổi loạn dựa trên sự nội tâm hóa cụ thể của họ về tình huống của họ. Như vậy, Gurr phân biệt giữa ba loại bạo lực chính trị: 
1. Bất ổn khi chỉ có dân số gặp phải thiếu thốn tương đối;
2. Âm mưu khi dân chúng nhưng đặc biệt là giới thượng lưu gặp phải sự thiếu thốn tương đối;
3. Chiến tranh nội bộ, bao gồm cách mạng. Trong trường hợp này, mức độ tổ chức cao hơn nhiều so với bất ổn, và cuộc cách mạng thực chất lan rộng đến tất cả các thành phần trong xã hội, không giống như âm mưu.

#### Charles Tilly: Tính trung tâm của hành động tập thể
Trong From Mobilization to Revolution, Charles Tilly lập luận rằng bạo lực chính trị là một phản ứng bình thường và nội sinh để cạnh tranh quyền lực giữa các nhóm khác nhau trong xã hội. "Bạo lực tập thể", Tilly viết, "là sản phẩm của các quá trình cạnh tranh bình thường giữa các nhóm để có được sức mạnh và ngầm thực hiện mong muốn của họ. Ông đề xuất hai mô hình để phân tích bạo lực chính trị:
1. Mô hình chính trị có tính đến chính phủ và các nhóm đua nhau giành quyền kiểm soát quyền lực. Do đó, cả các tổ chức nắm giữ quyền lực và những người thách thức họ đều được đưa vào.[13] Tilly gắn nhãn hai nhóm đó là "thành viên" và "kẻ thách thức".
2. Mô hình huy động nhằm mục đích mô tả hành vi của một đảng duy nhất đối với cuộc đấu tranh chính trị để giành quyền lực. Tilly tiếp tục chia mô hình thành hai loại phụ, một loại liên quan đến động lực bên trong của nhóm và loại còn lại liên quan đến "quan hệ bên ngoài" của thực thể với các tổ chức khác và/hoặc chính phủ. Theo Tilly, sự gắn kết của một nhóm chủ yếu dựa vào sức mạnh của lợi ích chung và mức độ của tổ chức. Do đó, để trả lời Gurr, sự tức giận một mình không tự động tạo ra bạo lực chính trị. Hành động chính trị phụ thuộc vào khả năng tổ chức và đoàn kết. Nó là có lý trí và không tự phát.

Các cuộc cách mạng được bao gồm trong lý thuyết này, mặc dù chúng được Tilly coi là đặc biệt cực đoan vì (những) kẻ thách thức nhắm đến không gì khác hơn là toàn quyền kiểm soát quyền lực. "Khoảnh khắc cách mạng xảy ra khi dân chúng cần phải tuân theo chính phủ hoặc một cơ quan thay thế đang tham gia với chính phủ trong một trò chơi có tổng bằng không. Đây là điều mà Tilly gọi là "đa chủ quyền". Thành công của một phong trào cách mạng xoay quanh "sự hình thành liên minh giữa các thành viên của chính thể và các ứng cử viên thúc đẩy các yêu sách thay thế độc quyền để kiểm soát Chính phủ." 
Đối với Chalmers Johnson, các cuộc nổi loạn không phải là sản phẩm của bạo lực chính trị hoặc hành động tập thể mà là "việc phân tích các xã hội hoạt động khả thi". Theo cách thức gần như sinh học, Johnson coi các cuộc cách mạng là triệu chứng của bệnh lý trong cấu trúc xã hội. Một xã hội lành mạnh, có nghĩa là "hệ thống xã hội phối hợp giá trị"  sẽ không gặp phải bạo lực chính trị. Điểm cân bằng của Johnson nằm ở giao điểm giữa nhu cầu xã hội thích ứng với những thay đổi nhưng đồng thời cũng có cơ sở vững chắc trong các giá trị cơ bản có chọn lọc. Tính hợp pháp của một trật tự chính trị, ông đặt ra, chỉ dựa vào việc tuân thủ các giá trị xã hội này và trong khả năng tích hợp và thích ứng với mọi thay đổi. Nói cách khác, sự cứng nhắc là không thể chấp nhận được. Johnson viết "để thực hiện một cuộc cách mạng là chấp nhận bạo lực với mục đích làm cho hệ thống thay đổi, chính xác hơn, đó là việc thực hiện một cách có chủ đích một chiến lược bạo lực nhằm tạo ra sự thay đổi trong cấu trúc xã hội". Mục đích của một cuộc cách mạng là sắp xếp lại trật tự chính trị đối với các giá trị xã hội mới được giới thiệu bởi một ngoại lệ mà bản thân hệ thống không thể xử lý. Các cuộc nổi loạn tự động phải đối mặt với một sự ép buộc nhất định bởi vì trở thành "không đồng bộ hóa", trật tự chính trị bất hợp pháp hiện nay sẽ phải sử dụng sự ép buộc để duy trì vị thế của mình. Một ví dụ đơn giản sẽ là Cách mạng Pháp khi tư sản Paris không công nhận các giá trị cốt lõi và triển vọng của Nhà vua là đồng bộ với các định hướng riêng của nó. Hơn cả chính Vua, điều thực sự châm ngòi cho bạo lực là sự không khoan nhượng không khoan nhượng của giai cấp thống trị. Johnson nhấn mạnh "sự cần thiết phải điều tra cấu trúc giá trị của một hệ thống và các vấn đề của nó để khái niệm hóa tình hình cách mạng theo bất kỳ cách có ý nghĩa nào".

#### Theda Skocpol và quyền tự chủ của nhà nước
Skocpol giới thiệu khái niệm về cuộc cách mạng xã hội, trái ngược với một cuộc cách mạng chính trị. Mặc dù sau này nhằm mục đích thay đổi chính thể, nhưng trước đây là "sự biến đổi cơ bản, nhanh chóng của các cấu trúc nhà nước và giai cấp của xã hội, và chúng được đi kèm và một phần được thực hiện bởi các cuộc nổi dậy dựa trên giai cấp từ bên dưới". Các cuộc cách mạng xã hội là sự vận động cơ sở bởi vì chúng làm nhiều hơn là thay đổi phương thức quyền lực, chúng nhằm mục đích biến đổi cấu trúc xã hội cơ bản của xã hội. Như một hệ quả tất yếu, điều này có nghĩa là một số "cuộc cách mạng" có thể thay đổi về mặt tổ chức của sự độc quyền về quyền lực mà không tạo ra bất kỳ thay đổi thực sự nào trong kết cấu xã hội của xã hội. Phân tích của cô chỉ giới hạn trong việc nghiên cứu các cuộc cách mạng của Pháp, Nga và Trung Quốc. Skocpol xác định ba giai đoạn của cuộc cách mạng trong những trường hợp này (mà bà tin rằng có thể ngoại suy và khái quát hóa), mỗi giai đoạn đi kèm với các yếu tố cấu trúc cụ thể từ đó ảnh hưởng đến kết quả xã hội của hành động chính trị.
1. Sự sụp đổ của Nhà nước chế độ cũ: đây là hệ quả tự động của các điều kiện cấu trúc nhất định. Bà nhấn mạnh tầm quan trọng của cạnh tranh kinh tế và quân sự quốc tế cũng như áp lực của việc giải quyết các vấn đề trong nước. Chính xác hơn, cô nhìn thấy sự đổ vỡ của các cấu trúc cai trị của xã hội bị ảnh hưởng bởi hai chủ thể lý thuyết, "tầng lớp thượng lưu" và "nhà nước đế quốc".[21] Cả hai có thể được coi là "đối tác khai thác" nhưng thực tế cạnh tranh về tài nguyên: nhà nước (quân chủ) tìm cách xây dựng sức mạnh quân sự và kinh tế để xác định ảnh hưởng địa chính trị của họ. Tầng lớp trên hoạt động theo logic tối đa hóa lợi nhuận, nghĩa là ngăn chặn càng nhiều trạng thái để trích xuất tài nguyên. Cả ba cuộc cách mạng đã xảy ra, Skocpol lập luận, bởi vì các quốc gia không thể "huy động các nguồn lực phi thường từ xã hội và thực hiện trong các cải cách quy trình đòi hỏi phải chuyển đổi cấu trúc".[22] Các chính sách mâu thuẫn rõ ràng đã được ủy thác bởi một tập hợp cạnh tranh địa chính trị và hiện đại hóa độc đáo. "Các cuộc khủng hoảng chính trị mang tính cách mạng xảy ra do những nỗ lực không thành công của các chế độ Bourbon, Romanov và Manchu để đối phó với áp lực nước ngoài." [22] Skocpol kết luận thêm "kết quả cuối cùng là sự tan rã của các máy móc hành chính và quân sự tập trung đã tạo ra sự thống nhất duy nhất cho trật tự chính trị xã hội".[23]
2. Cuộc nổi dậy của nông dân: không chỉ đơn giản là một thách thức của giới thượng lưu đổ bộ trong bối cảnh khó khăn, nhà nước cần phải bị thách thức bởi các cuộc nổi dậy của nông dân hàng loạt để sụp đổ. Những cuộc nổi dậy phải nhắm không phải ở các cấu trúc chính trị cho mỗi gia nhập nhưng ở tầng lớp thượng lưu bản thân, vì vậy mà cuộc cách mạng chính trị trở thành một xã hội là tốt. Skocpol trích dẫn Barrington Moore, người nổi tiếng đã viết: "nông dân [...] đã cung cấp thuốc nổ để đưa xuống tòa nhà cũ".[24] cuộc nổi dậy của nông dân có hiệu quả hơn tùy thuộc vào hai điều kiện kinh tế xã hội cấu trúc nhất định: mức độ tự chủ (từ quan điểm kinh tế và chính trị) cộng đồng nông dân được hưởng, và mức độ kiểm soát trực tiếp của tầng lớp trên về chính trị địa phương. Nói cách khác, nông dân phải có khả năng có một số cơ quan để có thể nổi dậy. Nếu các cấu trúc cưỡng chế của nhà nước và/hoặc chủ sở hữu kiểm tra rất chặt chẽ về hoạt động nông dân, thì không có không gian để bất đồng chính kiến.
3. Chuyển đổi xã hội: đây là bước thứ ba và quyết định sau khi tổ chức nhà nước bị suy yếu nghiêm trọng và các cuộc nổi dậy của nông dân trở nên phổ biến chống lại địa chủ. Nghịch lý của ba cuộc cách mạng Skocpol là các quốc gia tập trung và quan liêu mạnh hơn xuất hiện sau các cuộc cách mạng.[25] Một lần nữa, các thông số chính xác phụ thuộc vào các yếu tố cấu trúc trái ngược với các yếu tố tự nguyện: ở Nga, nhà nước mới tìm thấy sự hỗ trợ nhiều nhất trong cơ sở công nghiệp, tự mọc rễ ở các thành phố. Ở Trung Quốc, hầu hết sự ủng hộ cho cuộc nổi dậy là ở nông thôn, do đó chính thể mới được đặt nền tảng ở các vùng nông thôn. Ở Pháp, giai cấp nông dân không được tổ chức đủ, và các trung tâm đô thị không đủ mạnh để nhà nước mới không có cơ sở vững chắc trong bất cứ điều gì, giải thích một phần tính nhân tạo của nó.

## Nhân sự tham gia
Stathis N. Kalyvas, giáo sư khoa học chính trị tại Đại học Yale, lập luận rằng bạo lực chính trị bị ảnh hưởng nặng nề bởi các yếu tố kinh tế xã hội siêu cấp, từ các cuộc cạnh tranh gia đình truyền thống trần tục đến mối hận thù bị kìm nén. Nổi loạn, hoặc bất kỳ loại bạo lực chính trị nào, không phải là xung đột nhị phân mà phải được hiểu là sự tương tác giữa các bản sắc và hành động công khai và riêng tư. "Sự hội tụ của các động cơ địa phương và các mệnh lệnh siêu cấp" làm cho việc nghiên cứu và lý thuyết hóa cuộc nổi loạn trở thành một vấn đề rất phức tạp, tại giao điểm giữa chính trị và tư nhân, tập thể và cá nhân. Kalyvas lập luận rằng chúng ta thường cố gắng nhóm các xung đột chính trị theo hai mô hình cấu trúc:
1. Ý tưởng rằng bạo lực chính trị, và cụ thể hơn là nổi loạn, được đặc trưng bởi sự phá vỡ hoàn toàn quyền lực và một nhà nước vô chính phủ. Điều này được lấy cảm hứng từ quan điểm của Thomas Hobbes. Cách tiếp cận thấy sự nổi loạn như được thúc đẩy bởi lòng tham và sự cướp bóc, sử dụng bạo lực để phá vỡ các cấu trúc quyền lực của xã hội.[26]
2. Ý tưởng rằng tất cả bạo lực chính trị vốn được thúc đẩy bởi một nhóm trung thành và niềm tin trừu tượng, "theo đó, kẻ thù chính trị trở thành một kẻ thù riêng tư chỉ nhờ vào sự thù hận tập thể và cá nhân trước đó".[26] Bạo lực vì thế không phải là chuyện "đàn ông với đàn ông" nhiều như một trạng thái để đấu tranh "giữa nhà nước với nhà nước" nếu không phải là xung đột "ý tưởng với ý tưởng ".[26]

Cái nhìn sâu sắc quan trọng của Kalyvas là động lực trung tâm và ngoại vi là nền tảng trong các cuộc xung đột chính trị. Bất kỳ diễn viên cá nhân nào, Kalyvas đều đặt ra, tham gia vào một liên minh có tính toán với tập thể. Nổi loạn do đó không thể được phân tích trong các chuyên mục đơn thể, chúng ta cũng không nên cho rằng cá nhân sẽ được tự động phù hợp với phần còn lại của các diễn viên chỉ đơn giản bằng đức hạnh của tư tưởng, tôn giáo, dân tộc, hoặc lớp cát khai. Các đại diện được đặt cả trong tập thể và cá nhân, trong phổ quát và địa phương. Kalyvas viết: "Liên minh đòi hỏi một giao dịch giữa các diễn viên supralocal và địa phương, trong đó cung cấp cựu sau này với cơ bắp bên ngoài, do đó cho phép họ để giành chiến thắng lợi địa phương quyết định, để đổi lấy các cựu dựa vào các cuộc xung đột địa phương để tuyển dụng và tạo động lực cho những người ủng hộ và có được sự kiểm soát, tài nguyên và thông tin địa phương - ngay cả khi chương trình nghị sự tư tưởng của họ trái ngược với chủ nghĩa địa phương ". Do đó, các cá nhân sẽ nhắm đến việc sử dụng cuộc nổi loạn để đạt được một số lợi thế địa phương, trong khi các diễn viên tập thể sẽ nhắm đến việc giành quyền lực. Bạo lực là một ý nghĩa trái ngược với mục tiêu, theo Kalyvas.
Điểm nổi bật hơn từ lăng kính phân tích trung tâm/địa phương này là bạo lực không phải là một chiến thuật vô chính phủ hay một sự thao túng bởi một ý thức hệ, mà là một cuộc trò chuyện giữa hai phe. Các cuộc nổi loạn là "sự kết hợp của nhiều phân chia cục bộ và thường phân biệt địa phương, ít nhiều được sắp xếp một cách lỏng lẻo xung quanh sự phân tách chủ". Bất kỳ lời giải thích hoặc lý thuyết nào được hình thành trước về một cuộc xung đột đều không được xoa dịu trong một tình huống, vì sợ rằng người ta sẽ xây dựng một thực tế thích nghi với ý tưởng được hình thành từ trước của mình. Do đó, Kalyvas lập luận rằng xung đột chính trị không phải lúc nào cũng mang tính chính trị theo nghĩa là chúng không thể được giảm xuống thành một diễn ngôn, quyết định hoặc ý thức hệ nhất định từ "trung tâm" của hành động tập thể. Thay vào đó, trọng tâm phải là "sự phân tách cục bộ và động lực học nội bộ". Hơn nữa, nổi loạn không phải là "một cơ chế đơn thuần mở ra lũ lụt cho bạo lực tư nhân ngẫu nhiên và vô chính phủ". Thay vào đó, nó là kết quả của một liên minh cẩn thận và bấp bênh giữa các động lực cục bộ và các động lực tập thể để giúp đỡ cá nhân.

## Sách tham khảo
- Scott, James C. (ngày 16 tháng 11 năm 1976). The Moral Economy of the Peasant: Rebellion and Subsistence in Southeast Asia.
- Kalyvas, Stathis N. (ngày 1 tháng 1 năm 2003). "The Ontology of "Political Violence": Action and Identity in Civil Wars". Perspectives on Politics. Quyển 1 số 3. tr. 475–494. doi:10.1017/s1537592703000355. JSTOR 3688707.
- Skocpol, Theda (1979). States and Social Revolutions: A Comparative Analysis of France, Russia, and China. Cambridge: Cambridge University Press.
- Marx, Karl (1967). Capital vol.3: The Process of Capitalist Production as a Whole. New York: International Publishers.
- Gurr, Ted Robert (1970). Why Men Rebel. Princeton: Princeton University Press. ISBN 069107528X.
- Tilly, Charles (1978). From Marginalization to Revolution. Addison-Wesley. ISBN 0201075717.
- Johnson, Chalmers (1966). Revolutionary Change. Boston: Little Brown.
- Popkin, Samuel L.. (1976). The Rational Peasant:the Political Economy of Rural Society in Vietnam.
- Olson, Mancur (1965). The Logic of Collective Action:Public Groups and Theories of Groups. Harvard University Press.
- Berman, Eli; Laitin, David (2008). "Religion, terrorism and public goods: Testing the club model" (PDF). Journal of Public Economics. Quyển 92. doi:10.1016/j.jpubeco.2008.03.007.
- Blattman, Christopher; Ralston, Laura (2015). "Generating employment in Poor and Fragile States: Evidence from labor market and entrepreneurship programs". World Bank Development Impact Evaluation (DIME).
- Collier, Paul; Hoeffler, Anke (2002). Greed and Grievance in Civil War (PDF). The World Bank Policy Research Working Paper. Quyển 2355.